# Campionato mondiale di beach soccer 2015
La FIFA Beach Soccer World Cup 2015 è stata l'ottava edizione del mondiale di beach soccer organizzata dalla FIFA. Per la terza volta consecutiva il torneo si disputa a distanza di due anni dal precedente.
La competizione si è svolta dal 9 al 19 luglio nella città di Espinho, in Portogallo.

## Nazione ospitante

### Candidature
Le candidature ufficialmente dichiarate furono dodici. In ordine alfabetico:
- Brasile;
- Bulgaria;
- Ecuador;
- El Salvador;
- Francia;
- Mauritius;
- Portogallo;
- Russia;
- Senegal;
- Svizzera;
- Thailandia;
- Ungheria.

### Scelta della sede
Il 23 maggio 2013, la Commissione Esecutiva della FIFA, riunitasi in Mauritius, annunciò che il torneo si sarebbe svolto in Portogallo.

## Squadre partecipanti
| Confederazione                                        | Torneo di qualificazione     | Qualificate                   |
| ----------------------------------------------------- | ---------------------------- | ----------------------------- |
| AFC (Asia)                                            | Qualificazioni asiatiche     | Giappone Iran Oman            |
| CAF (Africa)                                          | Qualificazioni africane      | Madagascar Senegal            |
| CONCACAF (America Centrale, Settentrionale e Caraibi) | Qualificazioni nordamericane | Costa Rica Messico            |
| CONMEBOL (Sud America)                                | Qualificazioni sudamericane  | Argentina Brasile Paraguay    |
| OFC (Oceania)                                         | Qualificazioni oceaniane     | Tahiti                        |
| UEFA (Europa)                                         | Qualificazioni europee       | Italia Russia Spagna Svizzera |
| Nazione ospitante                                     | Nazione ospitante            | Portogallo                    |

## Sorteggio dei gruppi

### Procedimento e risultato
Il sorteggio è avvenuto il 28 aprile 2015 alle 12:25 (ora locale). Le 16 nazionali partecipanti sono state divise in 4 urne per formare 4 gironi composti da 4 squadre. La prima fascia, oltre a contenere il Portogallo in qualità di nazione ospitante, presentava le teste di serie, ossia: Brasile, Russia e Svizzera. Nella seconda fascia erano inserite le nazionali asiatiche e oceaniche: Giappone, Iran, Oman e Tahiti. In terza erano presenti le rappresentanti africane e nordamericane: Costa Rica, Madagascar, Messico e Senegal. La quarta ed ultima fascia conteneva le compagini sudamericane ed europee non teste di serie, quindi: Argentina, Italia, Paraguay e Spagna.
| 1ª urna (Teste di serie)           | 2ª urna (AFC / OFC)       | 3ª urna (CAF / CONCACAF)              | 4ª urna (CONMEBOL / UEFA)        |
| ---------------------------------- | ------------------------- | ------------------------------------- | -------------------------------- |
| Portogallo Russia Brasile Svizzera | Iran Giappone Oman Tahiti | Madagascar Senegal Costa Rica Messico | Argentina Paraguay Italia Spagna |

Il sorteggio ha determinato i quattro gruppi riportati qui di seguito.
| Gruppo A   | Gruppo B   | Gruppo C | Gruppo D   |
| ---------- | ---------- | -------- | ---------- |
| Portogallo | Svizzera   | Brasile  | Russia     |
| Giappone   | Oman       | Iran     | Tahiti     |
| Senegal    | Costa Rica | Messico  | Madagascar |
| Argentina  | Italia     | Spagna   | Paraguay   |

## Fase a gironi

### Girone A
| Pos. | Squadra    | Pt | G | V | V+ | P | GF | GS | DR |
| ---- | ---------- | -- | - | - | -- | - | -- | -- | -- |
| 1.   | Portogallo | 6  | 3 | 2 | 0  | 1 | 16 | 10 | +6 |
| 2.   | Giappone   | 6  | 3 | 2 | 0  | 1 | 10 | 10 | 0  |
| 3.   | Argentina  | 3  | 3 | 1 | 0  | 2 | 9  | 14 | -5 |
| 4.   | Senegal    | 3  | 3 | 1 | 0  | 2 | 12 | 13 | -1 |

| Arbitro: | Juan Angeles |

|                               |           |                                |
| Madjer 4’ 22’ Be 19’ Alan 35’ | Marcatori | 23’ S. Haraguchi 32’ N. Matsuo |

| Arbitro: | Sofien Benchabane |

|                                                               |           |                              |
| L. Franceschini 9’ F. Hilaire 11’ L. Sirico 19’ F. Minici 21’ | Marcatori | 5’ 25’ I. Balde 36’ P. Ndour |

| Arbitro: | Bakhtiyor Namazov |

|                                                           |           |                                               |
| I. Thioune 9’ P. Kamara 16’ I. Balde 25’ 32’ N. Sylla 26’ | Marcatori | 7’, 31’ Belchior 16’ Coimbra 17’ Leo 19’ Alan |

| Arbitro: | Roman Borisov |

|                                          |           |                                          |
| T. Goto 15’ 21’ N. Matsuo 17’ T. Oba 23’ | Marcatori | 2’ F. Hilaire 21’ F. Costas 32’ R. Lopez |

| Arbitro: | Jelili Ogunmuyiwa |

|                                                                   |           |                              |
| Belchior 9’ Madjer 12’ 31’ Torres 16’ Alan 18’ 29’ Jose Maria 36’ | Marcatori | 32’ L. Sirico 33’ S. Hilaire |

| Arbitro: | Gustavo Dominguez |

|                                                       |           |                                      |
| T. Goto 1’ T. Tabata 10’ N. Matsuo 16’ T. Akaguma 21’ | Marcatori | 33’ G. Faye 34’ P. Ndoye 36’ B. Fall |

### Girone B
| Pos. | Squadra    | Pt | G | V | V+ | P | GF | GS | DR  |
| ---- | ---------- | -- | - | - | -- | - | -- | -- | --- |
| 1.   | Italia     | 9  | 3 | 3 | 0  | 0 | 16 | 7  | +9  |
| 2.   | Svizzera   | 6  | 3 | 2 | 0  | 1 | 13 | 11 | +2  |
| 3.   | Oman       | 3  | 3 | 1 | 0  | 2 | 11 | 11 | 0   |
| 4.   | Costa Rica | 0  | 3 | 0 | 0  | 3 | 6  | 17 | -11 |

| Arbitro: | Ivo De Moraes |

|                                                                       |           |               |
| G. Gori 1’ 9’ 16’ E. Zurlo 13’ M. Marrucci 22’ A. Villegas 19’ (aut.) | Marcatori | 6’ G. Pacheco |

| Arbitro: | Jelili Ogunmuyiwa |

|                                           |           |                        |
| M. Misev 4’ N. Ott 10’ 12’ 21’ S. Leu 14’ | Marcatori | 6’ Abdullah 20’ Khalid |

| Arbitro: | Bessem Boubaker |

|                       |           |                                             |
| Yahya 8’ K. Orami 22’ | Marcatori | 12’ 30’ E. Zurlo 12’ S. Marinai 19’ G. Gori |

| Arbitro: | Mariano Moro |

|                                             |           |                                                    |
| J. Mendoza 24’ C. Adanis 30’ G. Pacheco 35’ | Marcatori | 3’ D. Stankovic 11’ N. Ott 21’ S. Leu 35’ P. Borer |

| Arbitro: | Bessem Boubaker |

|                                                    |           |                    |
| Hani 26’ 4’ Yahya 17’ 26’ Ghaith 19’ Ishaq 32’ 36’ | Marcatori | 19’ 28’ D. Johnson |

| Arbitro: | Antonio Pereira |

|                                                |           |                                                                            |
| N. Ott 4’ 10’ A. Schirinzi 5’ D. Stankovic 34’ | Marcatori | 3’ E. Zurlo 4’ G. Gori 15’ 31’ P. Palmacci 17’ S. Marinai 21’ A. Frainetti |

### Girone C
| Pos. | Squadra | Pt | G | V | V+ | P | GF | GS | DR |
| ---- | ------- | -- | - | - | -- | - | -- | -- | -- |
| 1.   | Brasile | 9  | 3 | 3 | 0  | 0 | 11 | 5  | +6 |
| 2.   | Iran    | 6  | 3 | 2 | 0  | 1 | 12 | 11 | +1 |
| 3.   | Spagna  | 3  | 3 | 1 | 0  | 2 | 9  | 9  | 0  |
| 4.   | Messico | 0  | 3 | 0 | 0  | 3 | 4  | 11 | -7 |

| Arbitro: | Javier Bentancor |

|                                       |           |                                                                           |
| Antonio 2’ 15’ 31’ Nico 3’ Llorenc 8’ | Marcatori | 2’ 15’ F. Boulokbashi 5’ M. Mesigar 19’ 36’ M. Mokhtari 35’ M. Ahmadzadeh |

| Arbitro: | Lukasz Ostrowski |

|                                                                          |           |                  |
| Rodrigo 1’ R. Bokinha 6’ Bruno Xavier 12’ A. Gonzalez 26’ Mauricinho 28’ | Marcatori | 31’ R. Maldonado |

| Arbitro: | Turki Al Salehi |

|                 |           |                                 |
| R. Maldonado 1’ | Marcatori | 2’ Antonio 16’ Nico 35’ Llorenc |

| Arbitro: | Gionni Matticoli |

|                                  |           |                                                                |
| A. Akbari 2’ 4’ M. Ahmadzadeh 5’ | Marcatori | 2’ Fernando Ddi 12’ Bruno Xavier 12’ R. Bokinha 26’ Mauricinho |

| Arbitro: | Laurynas Arzuolaitis |

|                           |           |                                            |
| G. Gomez 19’ A. Villa 22’ | Marcatori | 2’ A. Akbari 15’ M. Ahmadzadeh 15’ F. Dara |

| Arbitro: | Bakhtiyor Namazov |

|                |           |               |
| Rodrigo 2’ 32’ | Marcatori | 12’ R. Merida |

### Girone D
| Pos. | Squadra    | Pt | G | V | V+ | P | GF | GS | DR |
| ---- | ---------- | -- | - | - | -- | - | -- | -- | -- |
| 1.   | Tahiti     | 9  | 3 | 3 | 0  | 0 | 18 | 14 | +4 |
| 2.   | Russia     | 6  | 3 | 2 | 0  | 1 | 17 | 14 | +3 |
| 3.   | Paraguay   | 3  | 3 | 1 | 0  | 2 | 14 | 16 | -2 |
| 4.   | Madagascar | 0  | 3 | 0 | 0  | 3 | 7  | 12 | -5 |

| Espinho 10 luglio 2015, ore 14:30 UTC+1 | Russia             | 7 – 5 referto | Paraguay | Espinho Stadium (2100 spett.)\| Arbitro: \| Suhaimi Mat Hassan \| |
| Arbitro:                                | Suhaimi Mat Hassan |               |          |                                                                   |

| Espinho 10 luglio 2015, ore 16:00 UTC+1 | Tahiti      | 4 – 3 referto | Madagascar | Espinho Stadium (2400 spett.)\| Arbitro: \| Ruben Eiriz \| |
| Arbitro:                                | Ruben Eiriz |               |            |                                                            |

| Espinho 12 luglio 2015, ore 14:30 UTC+1 | Madagascar    | 2 – 4 referto | Russia | Espinho Stadium (2700 spett.)\| Arbitro: \| Warner Porras \| |
| Arbitro:                                | Warner Porras |               |        |                                                              |

| Espinho 12 luglio 2015, ore 16:00 UTC+1 | Paraguay         | 5 – 7 referto | Tahiti | Espinho Stadium (3500 spett.)\| Arbitro: \| Cesar Echevarria \| |
| Arbitro:                                | Cesar Echevarria |               |        |                                                                 |

| Espinho 14 luglio 2015, ore 14:30 UTC+1 | Russia          | 6 – 7 referto | Tahiti | Espinho Stadium (2600 spett.)\| Arbitro: \| Alex Valdiviezo \| |
| Arbitro:                                | Alex Valdiviezo |               |        |                                                                |

| Espinho 14 luglio 2015, ore 16:00 UTC+1 | Paraguay         | 4 – 2 referto | Madagascar | Espinho Stadium (3100 spett.)\| Arbitro: \| Ingilab Mammadov \| |
| Arbitro:                                | Ingilab Mammadov |               |            |                                                                 |

## Fase a eliminazione diretta

### Tabellone
|  | Quarti di finale | Quarti di finale |                |        | Semifinali                | Semifinali                |  |  | Finale         | Finale |
|  |                  |                  |                |        |                           |                           |  |  |                |        |
|  | 16 luglio 2015   |                  |                |        |                           |                           |  |  |                |        |
|  |                  |                  |                |        |                           |                           |  |  |                |        |
|  | 1B Italia        | 3                |                |        |                           |                           |  |  |                |        |
|  | 1B Italia        | 3                | 18 luglio 2015 |        |                           |                           |  |  |                |        |
|  | 2A Giappone      | 2                |                |        |                           |                           |  |  |                |        |
|  | 2A Giappone      | 2                | Italia         | 7 (1)  |                           |                           |  |  |                |        |
|  | 16 luglio 2015   |                  | Italia         | 7 (1)  |                           |                           |  |  |                |        |
|  |                  | Tahiti (dtr)     | 9 (3)          |        |                           |                           |  |  |                |        |
|  | 1D Tahiti        | Tahiti (dtr)     | 9 (3)          | 5      |                           |                           |  |  |                |        |
|  | 1D Tahiti        |                  | 19 luglio 2015 | 5      |                           |                           |  |  |                |        |
|  | 2C Iran          | 4                |                |        |                           |                           |  |  |                |        |
|  | 2C Iran          | 4                | Tahiti         | 3      |                           |                           |  |  |                |        |
|  | 16 luglio 2015   |                  | Tahiti         | 3      |                           |                           |  |  |                |        |
|  |                  | Portogallo       | 5              |        |                           |                           |  |  |                |        |
|  | 1A Portogallo    | Portogallo       | 5              | 7      |                           |                           |  |  |                |        |
|  | 1A Portogallo    | 18 luglio 2015   |                | 7      |                           |                           |  |  |                |        |
|  | 2B Svizzera      | 3                |                |        |                           |                           |  |  |                |        |
|  | 2B Svizzera      | 3                | Portogallo     | 4      | Finale per il terzo posto | Finale per il terzo posto |  |  |                |        |
|  | 16 luglio 2015   |                  | Portogallo     | 4      | Finale per il terzo posto | Finale per il terzo posto |  |  |                |        |
|  |                  | Russia           | 2              |        |                           |                           |  |  |                |        |
|  | 1C Brasile       | Russia           | 2              | 5      | Italia                    | 2                         |  |  |                |        |
|  | 1C Brasile       |                  |                | 5      | Italia                    | 2                         |  |  |                |        |
|  | 2D Russia (dts)  | 6                |                | Russia | 5                         |                           |  |  |                |        |
|  | 2D Russia (dts)  | 6                |                |        | 5                         |                           |  |  |                |        |
|  |                  |                  |                |        |                           |                           |  |  | 19 luglio 2015 |        |
|  |                  |                  |                |        |                           |                           |  |  |                |        |

### Quarti di finale
| Arbitro: | Jelili Ogunmuyiwa |

|                                                                     |           |                                                                            |
| Mão 9’ Datinha 9’ Mauricinho 9’ Bokinha 31’ (rig.) Bruno Xavier 32’ | Marcatori | 3’ Paporotnyi 8’ Shkarin 13’ Shishin 29’ Peremitin 31’ Romanov 39’ Shaikov |

| Arbitro: | Bakhtiyor Namazov |

|                                                                         |           |                                   |
| Leu 2’ (a.g.) Madjer 13’, 25’, 32’ Andrade 14’ Belchior 15’ Coimbra 27’ | Marcatori | 11’, 29’ (rig.) Ott 15’ Stankovic |

| Arbitro: | Ivo De Moraes |

|                                |           |                 |
| Zurlo 12’, 35’ Ramacciotti 22’ | Marcatori | 1’ Ozu 26’ Goto |

| Arbitro: | Ruben Eiriz |

|                                                        |           |                                                      |
| Bennett 11’, 14’ Tepa 27’ Li Fung Kuee 30’ Taiarui 32’ | Marcatori | 13’ Ahmadzadeh 14’ Morshedi 27’ Mesigar 31’ Mokhtari |

### Semifinali
| Arbitro: | Jelili Ogunmuyiwa |

|                                                                      |                      |                                                            |
| Palmacci 4’ Gori 22’ 34’ Ramacciotti 26’ Di Palma 28’ Corosiniti 34’ | Marcatori            | 1’ Taiarui 4’ Labaste 14’ 26’ Bennett 23’ Tavanae 33’ Tepa |
| Frainetti Palmacci                                                   | Tiri di rigore 1 – 3 | Taiarui Bennett Li Fung Kuee                               |

| Arbitro: | Lukasz Ostrowski |

|                                       |           |                        |
| Jordan 9’ Bê Martins 12’ 35’ Novo 34’ | Marcatori | 8’ Makarov 14’ Shishin |

### Finale 3º posto
| Arbitro: | Suhaimi Mat Hassan |

|                          |           |                                                         |
| Palmacci 26’ Marinai 33’ | Marcatori | 4’ Shaikov 11’ 14’ Peremitin 12’ Romanov 19’ Paporotnyi |

### Finale
| Arbitro: | Rubén Eiriz |

|                                  |           |                                                     |
| Labaste 17’ Li Fung Kuee 19’ 25’ | Marcatori | 1’ Madjer 7’ Belchior 17’ Coimbra 21’ Novo 36’ Alan |

## Campione
| Campione del Mondo di beach soccer 2015 Portogallo 1º titolo |